# 長野正実
長野 正実（ながの まさみ、1969年11月15日 - ）は、広島テレビ放送の男性アナウンサー。

## 来歴・人物
大阪府大阪市生まれ、岡山県岡山市育ち。邑久小学校、邑久中学校、岡山県立岡山一宮高等学校、関西学院大学社会学部卒業。
1992年に広島テレビに入社。スポーツアナウンサーとしてプロ野球（広島東洋カープ）やサッカー（サンフレッチェ広島）、競艇などの実況中継などを担当、その他「週刊テレ宣ニュース」などの番組に出演しているほか、広島テレビ製作番組のナレーターを数多く務めていた。
2004年11月20日の広島市民球場建て替え問題に関連する「樽募金」イベントでは、新しい球場の必要性を訴えた。
同局HPアナウンサーページの「ブログでありがとう」は2009年10月までほぼ毎日更新されていた（2年近く更新を停止した後2011年9月から更新を再開している）。
2017年4月以降は担当番組を減らし、アナウンス部長として管理職業務の傍らテレビ出演を行っている。またプロデューサーとして番組制作にも関わっている。
なお、少年時代は巨人ファンだった。

## 現在の担当番組
- DRAMATIC BASEBALL他スポーツ中継（実況、レポーター）
- テレビ派
  - コーナー「MADE IN HIROSHIMA」ナレーション
  - 特集 - ナレーション
- 三四郎のDearボス（プロデューサー）
- せとうちコットン 〜ええ海、作ろうプロジェクト〜（プロデューサー）

## 過去の担当番組
- 柏村武昭のテレビ宣言! （街頭中継）
- ズームイン!!朝!
- 週刊!テレ宣ニュース
- 宮島競艇速報
- YOUなび （月曜・火曜・水曜）
- もっきんCafe（木曜日）
- 旬感テレビ派ッ!（月曜メイン司会）※児玉勝司アナ不在時は、火～金も出演していた。
- 広島発!夢の通り道（ナレーター）
- 進め!スポーツ元気丸 （2011年3月27日 - 2017年3月25日）MC
- カープV8連覇の記憶～そして日本一へ～（2017年10月1日）
- 週刊カープ（毎週土曜：2017年4月8日 - 2017年9月23日、再放送：2017年9月18日深夜 - 10月17日深夜 月曜～金曜の深夜）編集長
- 追悼特別番組 ありがとう 鉄人 衣笠祥雄さん（2018年4月28日）山本浩二にインタビュー
- 週刊カープ（毎週土曜：2018年4月 - 2018年10月6日）編集長
- グラン釣 リングでトリプルで釣りい 野村謙二郎 瀬戸内を釣る（2023年12月28日、広島テレビ）プロデューサー